# Paracullia burmeisteri
Paracullia burmeisteri là một loài bướm đêm trong họ Noctuidae.